# Hylonomus
Hylonomus (лат.) (от др.-греч. ὑλονόμος — обитающий в лесах, лесной) — род вымерших пресмыкающихся каменноугольного периода. Ископаемые остатки обнаружены Джоном Уильямом Доусоном в середине XIX века. Видовое название типового вида H. lyelli дано Доусоном в честь своего учителя, геолога сэра Чарлза Лайеля. Hylonomus был назван Провинциальным Ископаемым Новой Шотландии в 2002 году.

## Значение для науки

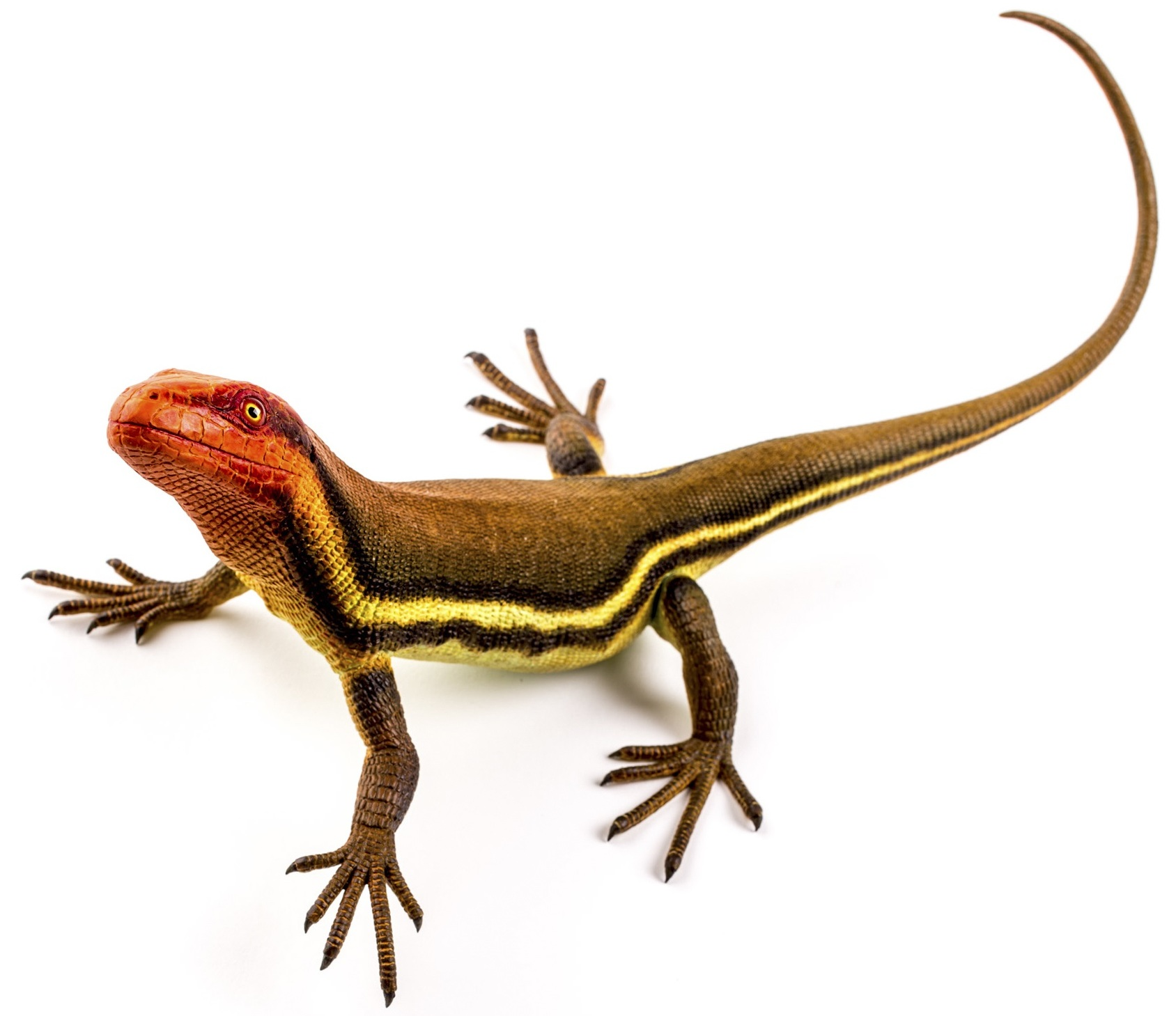
Реконструкция Hylonomus lyelli

Это древнейшие известные настоящие рептилии: род Westlothiana старше, но у него спорная систематическое положение, а тетрапод Casineria известен по довольно фрагментарным остаткам. Скелеты обнаружены в отложениях формации Джоггинс (Новая Шотландия, Канада). Базальный синапсид археотирис и диапсид петролакозавр также присутствуют в этом регионе, но в более молодых породах, примерно, на 6 миллионов лет моложе. Следы, найденные в местонахождении Нью-Брансуик, считаются принадлежащими Hylonomus.
Традиционно включается в семейство Protothyrididae, однако более поздние исследования показали, что он может быть связан непосредственно с диапсидами.

## Описание

Размер Hylonomus

Длина животного вместе с хвостом достигала 20 см. Hylonomus походил на ящерицу. Его зубы маленькие, острые, питался, возможно, беспозвоночными.